# Titrierkolben

Titrierkolben enghalsig

Titrierkolben sind Labor-Glasgefäße, die für Titrationen verwendet werden. Sie ähneln den Rundkolben mit Flachboden, besitzen aber einen weiten Hals, auch Weithals genannt, und einen abgeflachten Boden, so dass sie ohne Gummiring standfähig sind. Die fast runde Form gewährleistet eine gute Vermischung beim Schwenken, durch den engeren Hals kann stärker geschwenkt werden als bei Bechergläsern, ohne dass Flüssigkeit entweicht.
Ähnliche Gefäße:
- Rundkolben mit Flachboden und Enghals (englisch flat bottom flask)
  - mit Bördelrand, verstärktem Rand oder Normschliff
- Rundkolben mit Langhals (längerer Enghals, englisch florence flask)
  - mit Flachboden (Langhals Stehkolben) oder Rundboden (Langhals Rundkolben)
  - mit Bördelrand, verstärktem Rand oder Normschliff
- Messkolben (Rundkolben mit Flachboden und sehr langem Hals, englisch volumetric flask)